# Amazula suavis
Amazula suavis är en skalbaggsart som beskrevs av Hermann Burmeister 1847. Amazula suavis ingår i släktet Amazula och familjen Cetoniidae. Inga underarter finns listade i Catalogue of Life.